# Peravia
Peravia és una província de la República Dominicana. Abans de l'1 de gener del 2002, s'incloïa a la nova província de San José de Ocoa i les estadístiques i mapes publicats generalment la relacionen amb l'antiga, més gran, Peravia. Té el nom de la vall de Peravia. Al llarg de la província d’Azua, 
Lmita al nord amb la província de San José de Ocoa; a l'est amb la de San Cristobal; a l'oest amb la d'Azua i al sud amb el mar Carib on es troba la Badia de Las Calderas. A la Peravia es troba el Pla de Baní al sud de la Serralada Central, lloc on es troba la capital provincial Baní. Peravia es caracteritza pel seu clima sec i les seves dunes que envolten la costa.
La província, a partir del 20 de juny del 2006, es divideix en els següents municipis i districtes municipals dins d’ells:
- Baní, districtes municipals: Catalina, El Carretón, El Limonal, Paya i Villa Fundación
- Matanzas,[2] districtes municipals: Sabana Buey i Villa Sombrero (D.M.)
- Nizao, districtes municipals: Pizarrete i Santana

Taula ordenable dels municipis segons el cens del 2012:
| Nom               | Població total | Població urbana | Població rural |
| ----------------- | -------------- | --------------- | -------------- |
| Baní              | 145.595        | 120.354         | 25.241         |
| Matanzas          | 35.414         | 21.441          | 13.973         |
| Nizao             | 36.232         | 10.545          | 25.687         |
| Peravia Província | 217.241        | 152.340         | 64.901         |